# Самуэль, Адольф
Адольф Самуэль (фр. Adolphe-Abraham Samuel; 11 июля 1824, Льеж — 14 сентября 1898, Гент) — бельгийский композитор, дирижёр и музыкальный педагог. Отец композитора Эжена Самуэля.

## Биография
Начал учиться музыке в Льежской консерватории у Луи-Жозефа Доссуаня и Этьенна Субра. В 1838 г. вместе с семьёй переехал в Брюссель и продолжил занятия в Брюссельской консерватории у Франсуа Жозефа Фети (контрапункт), Шарля Босле (гармония), Жана-Батиста Мишло (клавир) и К. Ф. И. Гиршнера (орган). Впервые был замечен широкой публикой, аккомпанируя на фортепиано скрипачу Шарлю де Берио в рамках гастрольного выступления юной Полины Гарсиа.
В 1845 г. за кантату «Вендетта» был удостоен бельгийской Римской премии. Отправившись в Рим через Германию и Австрию, познакомился по дороге с Феликсом Мендельсоном, Джакомо Мейербером и Фердинандом Хиллером. В Риме работал над оперой «Джованни да Прочида» и Второй симфонией, премьера которой под управлением Фети состоялась в Брюсселе в 1849 году после возвращения Самуэля. 1850-е годы в творчестве Самуэля прошли под знаком влияния Гектора Берлиоза (их дружба началась с восторженной рецензии на лондонскую премьеру оперы Берлиоза «Бенвенуто Челлини», которую Самуэль опубликовал в Бельгии) Работал концертмейстером в Брюссельской консерватории, в 1860 г. занял место профессора гармонии. В 1865 г. основал в Брюсселе цикл публичных концертов, в ходе которых пропагандировал музыку современных композиторов, особенно Рихарда Вагнера и Ференца Листа. С 1871 г. возглавлял Гентскую консерваторию, в Генте также выступал как адепт новой немецкой школы; последний концерт, которым Самуэль дирижировал незадолго до смерти, был полностью составлен из оркестровых фрагментов Вагнера.
Собственное композиторское творчество Самуэля сочетает в себе влияния Берлиоза, Вагнера и Листа. Его центральные произведения — монументальные программные Шестая (1891) и Седьмая (1893) симфонии (программа первой из них основана на Ветхом завете, второй — на Новом: в эти последние годы жизни — в феврале 1895 года — Самуэль, еврей по происхождению, крестился и стал католиком). Кроме того, Самуэль написал несколько комических опер, ряд кантат, в том числе юбилейную кантату «В единстве сила» (фр. L’union fait la force) к 25-летию правления Леопольда I.